# Aproximante lateral uvular
La aproximante lateral uvular sonora es un tipo de sonido consonántico utilizado en algunas lenguas habladas. El símbolo en el alfabeto fonético internacional que representa este sonido es ⟨ʟ̠⟩, y el símbolo X-SAMPA equivalente es L \ _-. ⟨ʟ̠⟩ también puede representar la aproximación lateral faríngea o epiglotal, un sonido físicamente posible que no está atestiguado en ningún idioma. También se puede usar la letra para un velar posterior en el alfabeto fonético urálico, ⟨ᴫ⟩.

## Características
- Su forma de articulación es aproximante, lo que significa que se produce al estrechar el tracto vocal en el lugar de la articulación, pero no lo suficiente como para producir una corriente de aire turbulenta.
- Su lugar de articulación es uvular, lo que significa que se articula con la parte posterior de la lengua (el dorso) en la úvula.
- Su fonación es sonora, lo que significa que las cuerdas vocales vibran durante la articulación.
- Es una consonante oral, lo que significa que se permite que el aire escape solo por la boca.
- Es una consonante lateral, lo que significa que se produce al dirigir la corriente de aire por los lados de la lengua.
- El mecanismo de la corriente de aire es pulmonar, lo que significa que se articula empujando el aire únicamente con los pulmones y el diafragma, como en la mayoría de los sonidos.

## Usos
| Idioma | Idioma                    | Palabra | IPA   | Significado | Notas                                                                     |
| ------ | ------------------------- | ------- | ----- | ----------- | ------------------------------------------------------------------------- |
| Inglés | Algunos hablantes nativos | wool    | [wʊʟ̠] | ''lana''    | Puede ser velar o simplemente alveolar en su lugar. Ver fonología inglesa |